# Tin Tin
Tin Tin ist eine Ortschaft im Departamento Cochabamba im südamerikanischen Anden-Staat Bolivien. 

## Lage im Nahraum
Tin Tin ist zentraler Ort des Kanton Tin Tin im Municipio Mizque in der Provinz Mizque. Die Ortschaft liegt auf einer Höhe von 2161 m am rechten, südlichen Ufer des Río Mizque in der Gebirgskette der Cordillera Oriental.

## Geographie
Tin Tin liegt zwischen den Gebirgsketten der Cordillera Oriental und der Cordillera Central. Das Klima ist geprägt durch ganzjährig frühlingshafte Temperaturen und geringe Niederschläge.
Die Jahresdurchschnittstemperatur der Region liegt bei etwa 20 °C (siehe Klimadiagramm Mizque) und einem Jahresniederschlag von 550 mm. Wärmster Monat ist der November mit einem Durchschnittswert von gut 22 °C, kälteste Monate sind Juni und Juli mit etwa 17 °C. Von April bis Oktober herrscht Trockenzeit mit Niederschlägen unter 25 mm, feuchteste Monate im langjährigen Durchschnitt sind die Monate Dezember bis Februar mit mehr als 100 mm.

## Verkehrsnetz
Tin Tin liegt in einer Entfernung von 172 Straßenkilometern südöstlich von Cochabamba, der Hauptstadt des Departamentos.
Von Cochabamba aus führt die Nationalstraße Ruta 7 in südwestlicher Richtung über Paracaya weiter bis ins Tiefland nach Santa Cruz. In Paracaya zweigt in südwestlicher Richtung die 
Ruta 23 ab, die über die Städte Punata, Arani und Mizque nach Aiquile und dann weiter nach Sucre führt. Von Mizque aus überquert eine untergeordnete Landstraße dann den Río Chullpa Mayu und den Río Mizque in westlicher Richtung und folgt dann dem Río Mizque flussaufwärts und erreicht nach 22 Kilometern Tin Tin.

## Bevölkerung
Die Einwohnerzahl der Ortschaft ist in den vergangenen beiden Jahrzehnten angestiegen:
| Jahr | Einwohner         | Quelle       |
| ---- | ----------------- | ------------ |
| 1992 | keine Detaildaten | Volkszählung |
| 2001 | 584               | Volkszählung |
| 2012 | 668               | Volkszählung |
| 2024 |                   | Volkszählung |